# Ramón Villeda Morales
José Ramón Adolfo "Pajarito" Villeda Morales (Ocotepeque, Honduras, 26 de noviembre de 1908 - Nueva York, Estados Unidos, 8 de octubre de 1971) fue un médico, cirujano y político hondureño, cuadragésimo un Presidente de Honduras entre 1957 y 1963.

## Biografía
Fue hijo legítimo del matrimonio entre el señor José María Villeda Chávez y la señora Dolores Morales Corleto; viendo la luz en la localidad de Antigua Ocotepeque, ciudad que más tarde fue destruida por una avalancha pluvial un 7 de junio de 1934.
En la escuela primaria y en sus estudios en bachillerato fue un alumno sobresaliente, según testimonio de las calificaciones que se leyeran en acto público, cuando visitara la república de Guatemala en su carácter de Presidente Constitucional de Honduras.
Atraído por las ciencias médicas, tiene una actuación brillante como estudiante universitario en la Universidad Nacional de Honduras; dirige la revista “Juventud Médica Hondureña”, funda y dirige con otros compañeros el periódico “El Universitario”, es elegido Presidente de la Federación de Estudiantes Universitarios, y representa en el exterior y interior de la juventud universitaria de Honduras.
Después de aprobar sus estudios con altas notas y realizar las prácticas reglamentarias en todos los servicios clínicos, opta al título de Doctor en Medicina y Cirugía graduándose como médico en 1934. Inicia su vida profesional en Santa Rosa de Copán, en donde presta, ad-honorem, sus servicios al Hospital de Occidente.
El 25 de abril de 1936 contrae matrimonio con la profesora Alejandrina Bermúdez Milla, en oficio religioso celebrado por el Obispo Emilio Morales Roque; los padrinos de la pareja fueron el Doctor y general don Tiburcio Carias Andino y su esposa doña Elena de Carías, al acto también asistieron el doctor Juan Manuel Gálvez y su esposa Laura Barnes de Gálvez, el Salvador Aguirre y su esposa la señora Raquel de Aguirre, entre otras personalidades sociales y políticas de Honduras. De esta unión matrimonial "Villeda-Bermúdez" nacen seis hijos, todos varones: Ramón Adolfo, Rubén Antonio, Alejandro, Mauricio, Leonardo y Juan Carlos.
Entre 1937 y 1939 una de las instituciones científicas más importantes de Europa, la tradicional Universidad Humboldt de Berlín en Alemania; le otorga una beca para estudios de especialización. La permanencia en Europa de Villeda Morales, en vísperas de la Segunda Guerra Mundial, marca no solo una época de realizaciones y conquistas en plan médico, sino también una honda preocupación con la cultura y la situación política del Viejo Mundo.

### Presidencia del Colegio Médico Hondureño
En 1940 instala su consultorio médico en Tegucigalpa y en poco tiempo es uno de los profesionales más conocidos y populares en todas las clases sociales. Luego es elegido Presidente del Colegio Médico Hondureño.
Organiza el primer Consultorio de la Cruz Roja Hondureña, donde millares de pobres reciben atención médica y tratamiento gratuito, para después, desde la presidencia de la República, organizar las Clínicas Periféricas que desde los cuatro puntos cardinales de Tegucigalpa, prestan asistencia a la población de escasos recursos.
Se puede decir que su carrera política comienza desde el inicio de su vida ciudadana. En 1948 la nación hondureña estaba bajo la administración conservadora nacionalista, se urdía un fraude en las urnas, en las próximas elecciones y el candidato liberal José Ángel Zúñiga Huete renunció a la postulación como candidato oficial, es por ello que Villeda Morales moviliza a la juventud hondureña y se consagra a la reorganización del Partido Liberal, y con el correr de los años conseguirá transformar el organismo tradicional en una de las corrientes más progresistas del Istmo.

## Presidencia del Consejo Supremo Liberal
Un año más tarde asume la Presidencia del consejo Supremo Liberal; intensifica la obra de reorganización en plan nacional; funda el diario “El Pueblo”, al servicio de las fuerzas democráticas de la nación hondureña; caloriza la organización de frentes económicos para darle un patrimonio al Partido; establece relaciones con partidos políticos de afinidad ideológica en el exterior, y logra unificar las fuerzas dispersas del liberalismo con emotividad y alto espíritu de lucha.
En mayo de 1953 presenta a la Convención del Partido Liberal dos documentos de gran importancia: el nuevo Estatuto y el remozado Programa Ideológico. Villeda Morales introduce una nueva táctica de lucha movilizando a las masas. En su oratoria demoledora, pero al mismo tiempo conciliadora, se escuchan al final de cada discurso las palabras de estímulo: ¡Siempre Adelante, ni un Paso Atrás!
En abril de 1954 la Convención Liberal proclamó la candidatura de Ramón Villeda Morales a la Presidencia de la República. Este suceso se dio el mismo día del aniversario matrimonial del candidato liberal, quien excitó a su esposa, doña Alejandrina de Villeda Morales, para que subiera a la plataforma donde se le ovacionaba. Desde ese momento la mujer entra a formar parte activa de la política hondureña.

## Presidente constitucional
El 26 de agosto de 1957 después del derrocamiento de la dictadura hace retorno a la patria, siendo recibido apoteósicamente en la ciudad de San Pedro Sula por una multitud de 100,000 personas. Se inicia ahora una de las más breves y dinámicas campañas políticas durante la cual Villeda Morales recorre el país acompañado de los más sobresalientes liberales.

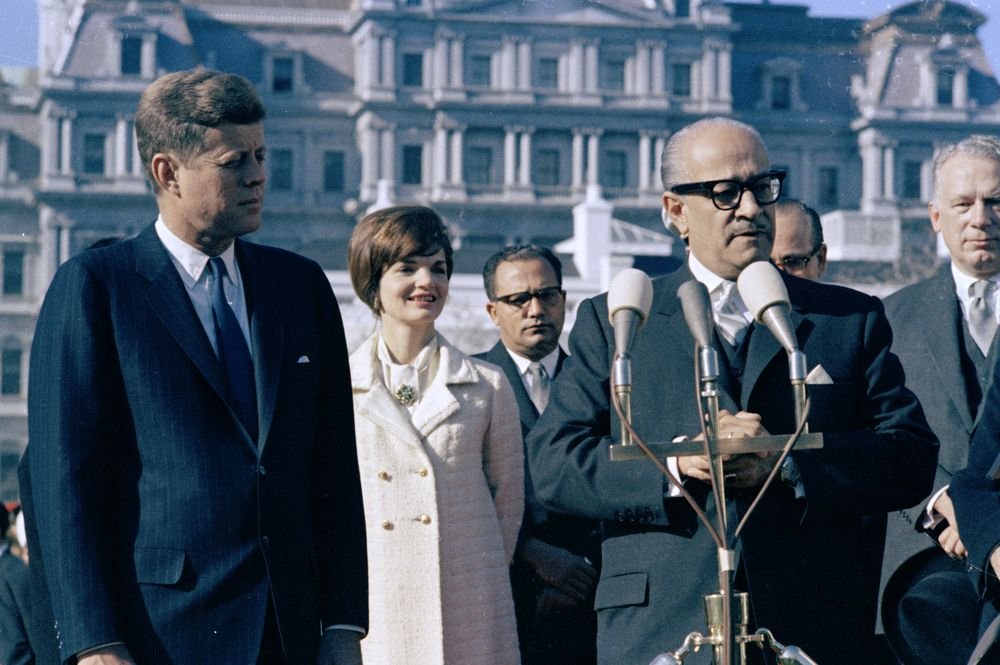
Doctor Ramón Villeda Morales con el presidente John F. Kennedy (1962)

Villeda Morales tiene 49 años, cuando es elegido Presidente constitucional de Honduras en las elecciones presidenciales de septiembre de 1957 y se encuentra en el auge de su popularidad y de sus fuerzas creadoras como intelectual y como político. El 21 de diciembre de 1957, ante los representantes de cuarenta naciones y de una multitud incalculable, Ramón Villeda Morales empieza su mandato presidencial, por voluntad del pueblo.
El 12 de julio de 1959, el gobierno del doctor Ramón Villeda Morales sufre un intento de "Golpe de estado" perpetrado por el Coronel de infantería Armando Velásquez Cerrato quien al mando de un contingente fuertemente armado se hace de varias postas policiales de la ciudad capital, toma las instalaciones del Cuartel San Francisco y la Academia Militar de Honduras General Francisco Morazán; bajo supuesto respaldo de Oswaldo López Arellano, su misión defenestrar al presidente Villeda Morales, los acometidos no dieron éxito y todo quedó en una rebelión de subalternos del alto mando dentro de las Fuerzas Armadas de Honduras. Es así que el presidente constitucional continúo con su administración, la que debía de durar hasta el 21 de diciembre de 1963, pero pocos días antes del término del mandato, otro cuartelazo lo saca del poder, el 3 de octubre de 1963, obligándolo de nuevo a buscar asilo en la república de Costa Rica.
En fecha 20 de septiembre de 1971, la misión de Representantes Permanentes de Honduras ante las Naciones Unidas, encabezada por el Dr. Ramón Villeda Morales, presenta su Carta Credencial al Secretario General de la Organización de las Naciones Unidas (ONU), U Thant.

### Gabinete de gobierno 1957-1963
| El Gabinete Villeda Morales                       | El Gabinete Villeda Morales                                      | El Gabinete Villeda Morales |
| ------------------------------------------------- | ---------------------------------------------------------------- | --------------------------- |
| Cargo                                             | Nombre                                                           | Período                     |
|                                                   |                                                                  |                             |
| Presidente                                        | José Ramón Adolfo Villeda Morales                                | 1957-1963                   |
| Designados a la Presidencia                       | Francisco Milla Bermúdez, Juan Miguel Mejía, José Mejía Arellano | 1957-1963                   |
| Secretario de Comunicaciones y Obras Públicas     | Juan Milla Bermúdez, Roberto Martínez Ordóñez                    | 1957-1963                   |
| Secretario de Defensa y Seguridad Pública         | Antonio Molina Ortiz                                             | 1957-1963                   |
| Secretario de Economía y Hacienda                 | Fernando Villar/Jorge Bueso Arias                                | 1957-1963                   |
| Secretario de Educación Pública                   | Miguel Ángel Mejía/José Martínez Ordóñez                         | 1957-1963                   |
| Secretario de Gobernación y Justicia              | Lisandro Valle                                                   | 1957-1963                   |
| Secretario de Recursos Naturales                  | Francisco Milla Bermúdez                                         | 1957-1963                   |
| Secretario de Relaciones Exteriores               | Andrés Alvarado Puerto/Roberto Perdomo Paredes                   | 1957-1963                   |
| Secretario de Salud Pública y Beneficencia Social | Rafael Martínez Valenzuela                                       | 1957-1963                   |
| Secretario de Trabajo y Previsión Social          | Óscar Armando Flores Midence                                     | 1957-1963                   |

## Fallecimiento
Villeda Morales falleció en Nueva York, el 8 de octubre de 1971 a los 62 años de edad, cuando se desempeñaba como Presidente de la Misión Permanente de Honduras ante la Organización de las Naciones Unidas en Nueva York, donde había presentado credenciales el 19 de septiembre del mismo año. Sus restos mortales fueron llevados a Guatemala en un avión de la Fuerza aérea estadounidense y de Guatemala a Honduras por la Fuerza Aérea Hondureña.

## Principales obras de gobierno

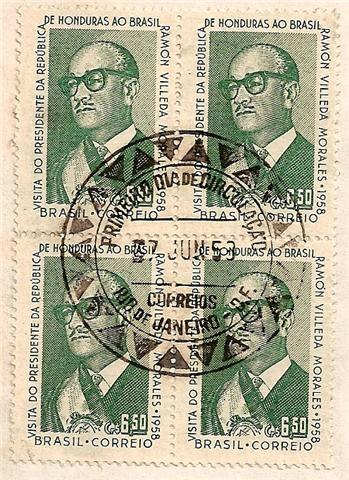
Estampilla conmemorativa de la visita del Presidente de Honduras, Dr. Ramón Villeda Morales, a la República Federativa de Brasil, durante el mes de junio de 1958.

- Una avanzada Constitución de Honduras de 1957 con garantías individuales y sociales, incluido el principio básico del régimen democrático de alternabilidad en el ejercicio del poder.
- Código del Trabajo.
- Ley de Emisión del Pensamiento.
- Ley de Reforma Agraria.
- Junta Nacional de Bienestar Social.
- Casas Hogares para Menores.
- Guarderías Infantiles.
- Erradicación de la malaria.
- Instituto Hondureño de Seguridad Social.
- Hospital Materno Infantil de Tegucigalpa, municipio del Distrito Central.
- Hospitales y Centros de Salud en diferentes regiones del país.
- Solución del diferendo fronterizo entre Honduras y Nicaragua, donde Honduras recuperó 8,500 km² en el área de La Mosquitia hondureña.
- Ley de Fomento Industrial.
- Reincorporación del Ferrocarril Nacional.
- Sistema Hidroeléctrico Yojoa - Río Lindo.
- Instituto de Rehabilitación.
- Edificación de escuelas en todo el territorio nacional.
- Construcción de la Carretera de Occidente.
- Estudios de rectificación y construcción de la carretera a San Pedro Sula - El Progreso - Tela - La Ceiba, que incluye 83 puentes.
- Implementación del nuevo sistema telefónico en las ciudades de Tegucigalpa y San Pedro Sula.
- Construcción de viviendas de interés social: Colonia Kennedy, Colonia 21 de Octubre, Colonia Fraternidad.
- Estabilidad monetaria y libre convertiblidad durante su mandato presidencial.